# 對抗療法
對抗療法是顺势疗法等替代疗法中对现代主流医学所使用的理論和治療方法的称呼，指采取針對疾病本身的成因直接對抗、移除，使用药物的活性药物成份或物理操作（手术）等方法治療疾病或伤势。
“对抗疗法”一词首先由顺势疗法的创始人萨穆埃尔·哈内曼在1810年提出。然而，主流医学界从未将这个术语作为正规的医学术语考虑。这个术语主要被各种替代疗法的使用者使用，描述主流医学的理论和疗法，具有一定的贬义性质。世界卫生组织非正式发表的一份论文显示，在替代医学的使用环境下，“对抗疗法”可以用来指代大部分常用的医学手段，包括被称为“西医”、“生物医学”或“现代医学”的概念。
例如以抗生素消滅病菌，用手術切除腫瘤，以放射線殺死癌細胞，以人造血管代替栓塞的血管等。